# Rafael Azuar
Rafael Azuar Carmen (Elche, Alicante; 14 de enero de 1921 - Alicante, 16 de noviembre de 2002) fue un escritor español.

## Biografía
Rafael Azuar nació el 14 de enero de 1921 en Elche, provincia de Alicante, su infancia transcurre en Monóvar y Muchamiel donde su padre es designado Director del Grupo Escolar. Fijó su residencia en Alicante en 1930, donde estudió bachillerato y magisterio. En el año 1953, en oposiciones restringidas, obtuvo en Valencia el número uno y un año más tarde ganó en esa misma ciudad el premio de pedagogía Ricardo Vilar
Su actividad literaria fue extensa, comprendiendo poesía, novela, ensayo y algunas obras de didáctica pedagógica. Miembro fundador del Aula Gabriel Miró, perteneció a la sección de Filología y Literatura del Instituto de Estudios Alicantinos y dirigió la revista radiofónica "Vida Literaria" de Radio Alicante.
Consiguió numerosos premios, entre ellos Biblioteca Gabriel Miró, el premio CITO de descripción de paisajes, segundo y tercer premio de novela respectivamente en los concursos la Novela del Sábado y Revista Ateneo (Madrid), el Premio Café Gijón de novela corta (1967) y otros premios de poesía. Murió el 16 de noviembre de 2002 en su casa de Alicante.

## Obra
Su producción literaria se divide fundamentalmente en dos grandes apartados: poesía y novela. 
- Perlas del silencio. 1944.

- Poemas. 1950.

- Copia y corrige. 1953.

- Dictados ortográficos. 1953.

- Teresa Ferrer. 1954.

- La lucha elemental. 1955.

- Un aire de amor envenenado. 1956.

- Palabras y frases. 1959.

- Los zarzales. 1959.

- Cálculo y problemas. 1960.

- Tareas escolares. 1961.

- Llanuras de Júcar. 1965.

- Modorra. 1967.

- El diálogo y los personajes en la  novela. 1970.

- Las raíces y otros cuentos. 1971.

- Diario incompleto. 1972.

- Crónica y cantos que siguen al verano. 1975.

- Sobre los sonetos de Miguel Hernández. 1975.

- Homenaje a Miguel Hernández. 1975.

- Crónicas del tiempo de la monda. 1978.

- Alicante y lo alicantino. 1980.

- Primera antología. 1982.

- Diario frente al mar. 1985.

- Teoría del personaje literario y otros estudios sobre la novela. 1987.

- Viñetas. 1989.

- Teresa Ferrer y otros relatos. 1990.

- Un desierto levemente sonoro. 1991.

- La aventura literaria. 1995.

- Victoria del amor. 1995.

- Verso y prosa. 2001.

## Premios
- Premio Biblioteca Gabriel Miró Premio
- CITO de descripción de personajes
- Finalista en el concurso La Novela del Sábado de Madrid con Teresa Ferrer
- Finalista del Planeta y del Ciudad de Burgos con Los zarzales
- Premio Café Gijón con Modorra
- Accésit al Premio Gabriel Sijé de novela corta por Crónicas del tiempo de la monda.